# Diki tanci
Dyki tanci (in ucraino Дикі танці?) è un album in studio della cantautrice ucraina Ruslana, pubblicato nel 2003.

## Tracce
1. Oj, zahraj'me muzyčeńku
2. Znaju ja
3. Ples
4. Arkan
5. Skažy meni
6. Kolomyjka
7. Huculka
8. Pivnična
9. Ce – lübov
10. Ja tebe lüblü

Edizione Europa - Tracce Bonus
1. Oj, zahraj'me muzyčeńku (deep mix)
2. Skažy meni (house mix)
3. Arkan (wave mix)
4. Kolomyjka (remix)
5. Skažy meni (hard & phatt edition)
6. Arkan (euro house remix)
7. Dyki tanci
8. Wild Dances (instrumental version)

## Classifiche
| Classifica (2004) | Posizione massima |
| ----------------- | ----------------- |
| Repubblica Ceca   | 40                |